# Leifur James
Leifur James ist ein britischer Plattenproduzent und Komponist, der für seinen Avantgarde-Stil bekannt ist. Im Jahr 2018 veröffentlichte er sein erstes Album A Louder Silence bei der Plattenfirma Night Time Stories. Das zweite Album Angel In Disguise folgte 2020. Sein drittes Album Magic Seeds veröffentlichte er 2024.

## Karriere
Seit dem Beginn seiner Karriere im Jahr 2018 mit seinem ersten Album A Louder Silence zog Leifur James Aufmerksamkeit auf sich, da er den Raum zwischen experimenteller und introspektiver Musik besetzte. Unterstützt wurde er durch die Radiomoderatoren Tom Ravenscroft, Mary Anne Hobbs und Gilles Peterson auf BBC 6 Music, die Young Turks Show auf NTS und Bradley Zero & Charlie Bones auf Worldwide FM. Kurz nach dem Album folgte eine Remix-EP mit Überarbeitungen von aufstrebenden Talenten aus dem ganzen Spektrum der elektronischen Musik. Diese Remixe mit Bruce, FaltyDL und Whities-Produzent Coby Sey erhielten lobende Kritiken in den Musikzeitschriften Resident Advisor, Pitchfork, Mixmag, Electronic Sound und Future Music UK.
Im Februar 2020 kündigte James sein Folgealbum Angel In Disguise bei Night Time Stories an. Im Vorfeld der Veröffentlichung schrieb das britische Musikmagazin DJ Mag zum vierten Lied Ritual: „Seine knisternde Rille fühlt sich der farbenprächtigen Garage von Burial geschuldet an, während schwankende Synthie-Töne und Kinopianos dem Track ein Gefühl von Schwere und Intensität vermitteln“. Das Album wurde von Future Music als „Album des Monats“ ausgezeichnet, weil es ein „großartiges Album eines einzigartigen Künstlers ist, der es genießt, mit Grenzen zu spielen“. In einer Rezension des Crack Magazine hieß es, dass Angel In Disguise James’ Fähigkeiten als Produzent unter Beweis stelle. Nach der vollständigen Veröffentlichung des Albums bezeichnete Vinyl Factory es als „melancholische Elektro-Musik“, was die klangliche Entwicklung von James’ Musik gegenüber dem eher optimistischen Album A Louder Silence verfestigte.
Bei der Zusammenarbeit mit dem ungarischen Regisseur Simon Balázs nahmen Musikvideos eine zentrale Rolle ein. Erstmals veröffentlicht auf der Plattform Boiler Room 4:3, die dafür bekannt ist, gute grafische Darstellungen zu zeigen, wurde Wurlitzer für den UK Music Video Award nominiert. Die Mischung von James’ harmonischer Stimme und Balázs’ beeindruckenden Bildern brachte den beiden eine breite Unterstützung von CLASH Magazin, Director’s Notes, Motionographer, dem London Short Film Festival und den UK und Berlin Music Video Awards ein. Des Weiteren teilte James eine Serie von Fotos mit Mixmag, die seine Club Epiphany-Tracks in den ersten Jahren der 2010er Jahre begleiteten. In einem Interview mit dem ÂUGHT Magazine vor der Veröffentlichung von Angel In Disguise spricht James über seine musikalischen Einflüsse, die Erfahrungen über das freie Denken in der Ausbildung und wie er ein unglückliches Ereignis in einen Segen verwandeln konnte.
Als Live-Künstler trat James mit seiner Verschmelzung von Jazz und experimentaler Musik auf Festivals wie Bluedot, The Great Escape, We Out Here, Sundaze und Nova Batida auf. James unterstützte den deutschen Künstler Pantha du Prince bei einem ausverkauften Konzert in der Barbican Hall, bevor er seine eigene Live-Show durch ganz Europa, inklusive Southbank Centre in London – das Highlight seiner Karriere – plante (ebenfalls ausverkauft). Zur Veröffentlichung von Angel In Disguise im Mai 2020 kündigte James eine Reihe privater Live-Shows durch ganz Großbritannien an, bevor er auch auf dem europäischen Festland auftrat. Die Tour begann in Kopenhagen, ging weiter nach Berlin und endete in London. Sein Tourneeplan wurde verschoben und im Herbst 2021 wieder aufgenommen.
Im Jahr 2021 wurde James’ Musikvideo Angel In Disguise, mit Simon Balázs in der Regie, beim Berlin Music Video Award in der Kategorie „Best Experimental“ nominiert.

## Diskografie

### Alben
- A Louder Silence (2018)
- Angel In Disguise (2020)
- Magic Seeds (2024)

### EP
- A Louder Silence: Remixes (2019)

### Single
- Wurlitzer (2019)